# DLX6
DLX6‏ (Distal-less homeobox 6) هوَ بروتين يُشَفر بواسطة جين DLX6 في الإنسان.